# Tiša beav
Tiša beav (hebrejsko תשעה באב‎ ali ט׳ באב [Tisha B'Av], slovensko deveti (dan meseca) ava)  je judovski postni dan v spomin na uničenje prvega in drugega jeruzalemskega templja in izgnanstvo Judov iz Izraela, ki je sledilo. Dan obeležuje tudi druge tragedije, ki so se zgodile na isti dan, vključno z rimskim pokolom več kot 100.000 Judov v  Betarju med Bar Kohbovo vstajo leta 135. 
Postni dan Tiša beav so vpeljali palestinski rabini v 2. stoletju  in je najbolj žalosten dan v judovskem koledarju, posvečen vsem tragedijam.
Tiša beav je po Gregorijanskem koledarju običajno julija ali avgusta.
Poleg osnovnih prepovedi uživanja hrane in pijače, umivanja in kopanja, uporabe krem in olj, nošenja (usnjenih) čevljev in sklepanja zakonov, so na ta dan prepovedane tudi vse zabavne dejavnosti. Na ta dan se v sinagogi najprej bere Knjiga žalostink, ki objokuje uničenje Jeruzalema. Branju sledi petje kinot,  liturgičnih  žalostink, ki objokujejo izgubo jeruzalemskega templja. Ker je dan posvečen tudi drugim velikim nesrečam, ki so doletele judovsko ljudstvo, žalostinke opevajo tudi druge dogodke, na primer mučeniško smrt desetih rabinov, ki so jih Rimljani umorili v obdobju po uničenju drugega templja, pokole več judovskih skupnosti v križarskih vojnah in uničenje evropskega judovstva v holokavstu.  